# Aeromaya
Aeromaya var ett mexikanskt flygbolag verksamt mellan 1966 och 1969. Aeromaya flög med Douglas DC-3 och Hawker Sidderley HS 748-flygplan med bas i Mérida, Yucatán. 1969 inkorporerades bolaget i Servicios Aereas Especiales SA (SAESA).